# Comté de Lincoln (Kansas)
Pour les articles homonymes, voir Lincoln et Comté de Lincoln.
Le comté de Lincoln est l’un des 105 comtés de l’État du Kansas, aux États-Unis. Il a été fondé le 26 février 1867.
Siège et plus grande ville : Lincoln Center.

## Géolocalisation
| Comté d'Osborne  | Comté de Mitchell |                 |
| Comté de Russell | Comté de Lincoln  | Comté d’Ottawa  |
|                  | Comté d'Ellsworth | Comté de Saline |